# Joseph Ruzindana
Joseph Ruzindana (Rambura, 3 de juny de 1943 - Kabgayi, 5 de juny de 1994) va ser un religiós ruandès, bisbe de Byumba assassinat durant el genocidi de Ruanda de 1994.
El 23 de juliol de 1972 va ser ordenat sacerdot a Byumba. Va ser nomenat bisbe de Byumba el 5 de novembre de 1981, i ordenat bisbe el 17 de gener de 1982. El bisbat de Buymba havia estat recentment creat com a divisió del bisbat de Ruhengeri.
Durant el genocidi ruandès Ruzindana va ser assassinat el 5 de juny de 1994 per soldats del Front Patriòtic Ruandès (RPF) juntament amb Vincent Nsengiyumva, arquebisbe de Kigali, Thaddée Nsengiyumva, bisbe de Kabgayi, i nou sacerdots. Els soldats que els assassinaren eren llurs guardians a Gakurazo, vora el centre eclesiàstic de Kabgayi.